# Produced by Charlie Charles
Produced by Charlie Charles è una raccolta del DJ producer italiano Charlie Charles, pubblicata il 14 giugno 2019 dalla Universal Music Group.

## Descrizione
Pubblicato in edizione limitata, si tratta di un cofanetto contenente quattro singoli pubblicati dal produttore tra il 2017 e il 2019 in formato 7": Bimbi, Rap, Peace & Love e Calipso.

## Tracce
Bimbi
1. Bimbi (feat. Izi, Rkomi, Sfera Ebbasta, Tedua, Ghali) – 4:00

Rap
1. Rap (feat. Izi) – 2:03

Peace & Love
1. Peace & Love (Charlie Charles, Sfera Ebbasta & Ghali) – 3:02

Calipso
1. Calipso (Charlie Charles with Dardust featuring Sfera Ebbasta, Mahmood & Fabri Fibra) – 3:10